# Ellipsis
Albums de Biffy Clyro
Similarities
(2014) MTV Unplugged: Live at Roundhouse, London
(2018)
Singles
1. Wolves of Winter
Sortie : 21 mars 2016
2. Animal Style
Sortie : 25 mai 2016

Ellipsis est le septième album studio du groupe écossais de rock alternatif Biffy Clyro, publié le 8 juillet 2016 par 14th Floor Records et Warner Bros. Records.

## Parution et réception

### Succès commercial
| Pays                               | Meilleure position |
| ---------------------------------- | ------------------ |
| Allemagne (Media Control AG)       | 1                  |
| Australie (ARIA)                   | 15                 |
| Autriche (Ö3 Austria Top 40)       | 5                  |
| Belgique (Flandre Ultratop)        | 37                 |
| Belgique (Wallonie Ultratop)       | 36                 |
| Écosse (OCC)                       | 1                  |
| Finlande (Suomen virallinen lista) | 10                 |
| France (SNEP)                      | 48                 |
| Hongrie (Mahasz)                   | 14                 |
| Irlande (IRMA)                     | 1                  |
| Italie (FIMI)                      | 29                 |
| Norvège (VG-lista)                 | 21                 |
| Nouvelle-Zélande (RIANZ)           | 33                 |
| Pays-Bas (Mega Album Top 100)      | 13                 |
| Portugal (AFP)                     | 38                 |
| Royaume-Uni (UK Albums Chart)      | 1                  |
| Royaume-Uni (Rock & Metal Albums)  | 1                  |
| Suède (Sverigetopplistan)          | 49                 |
| Suisse (Schweizer Hitparade)       | 1                  |

## Certifications
| Pays              | Certification |
| ----------------- | ------------- |
| Royaume-Uni (BPI) | Or            |

## Fiche technique

### Liste des chansons
| No  | Titre                      | Durée |
| --- | -------------------------- | ----- |
| 1.  | Wolves of Winter           | 4:08  |
| 2.  | Friends and Enemies        | 4:12  |
| 3.  | Animal Style               | 3:30  |
| 4.  | Re-arrange                 | 3:38  |
| 5.  | Herex                      | 3:57  |
| 6.  | Medicine                   | 3:53  |
| 7.  | Flammable                  | 3:07  |
| 8.  | On a Bang                  | 2:38  |
| 9.  | Small Wishes               | 3:06  |
| 10. | Howl                       | 3:34  |
| 11. | People                     | 3:16  |
| 12. | Don't, Won't, Can't        | 3:18  |
| 13. | In the Name of the Wee Man | 4:25  |

### Interprètes
Biffy Clyro
- Simon Neil: chant, guitare
- James Johnston: basse, chœurs
- Ben Johnston: batterie, chœurs

### Équipe de production
- Rich Costey et Biffy Clyro: production